# Florfliegenkasten

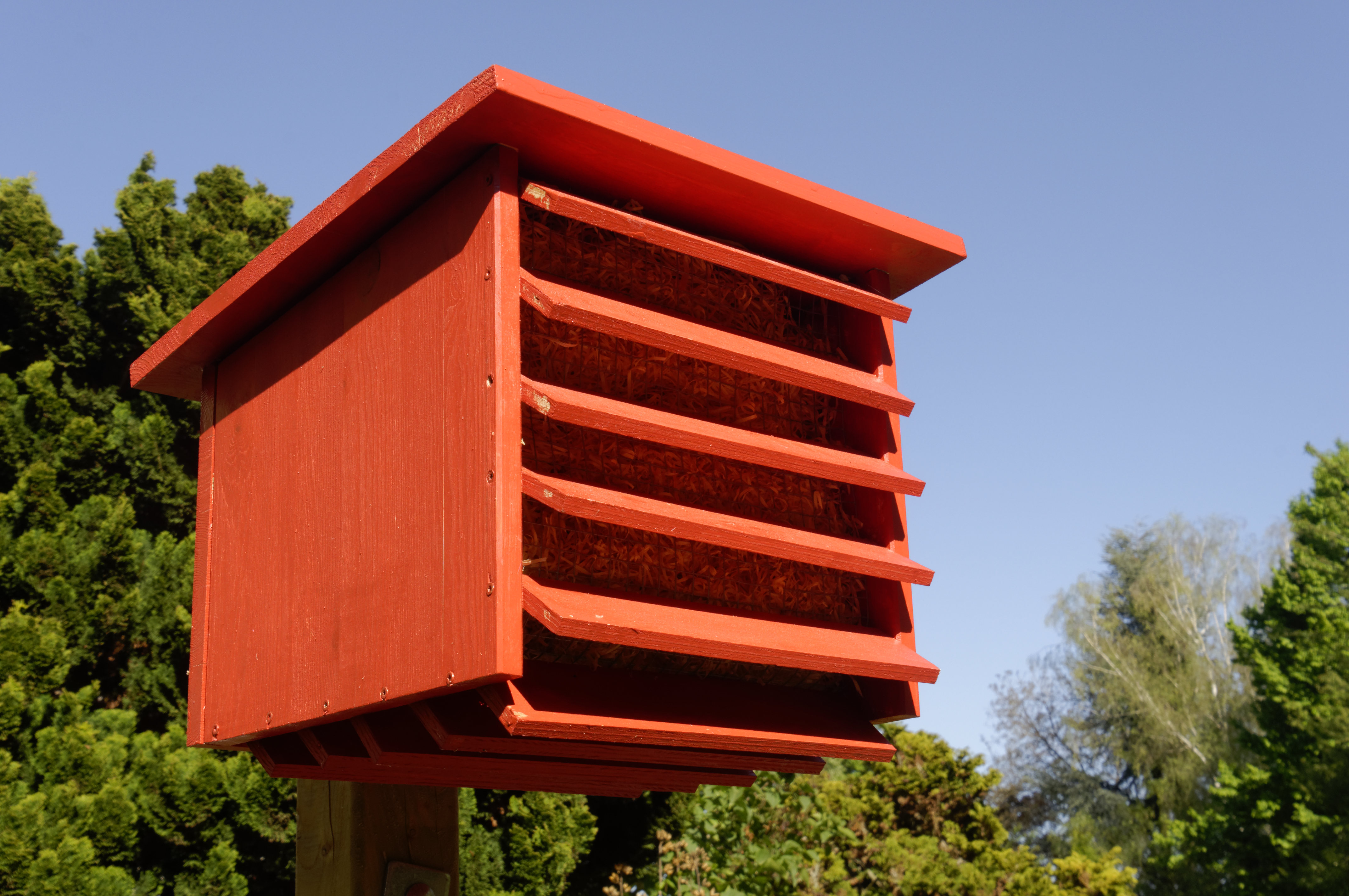
Florfliegenkasten

Ein Florfliegenkasten ist eine Überwinterungshilfe für Florfliegen.

## Florfliegenkasten

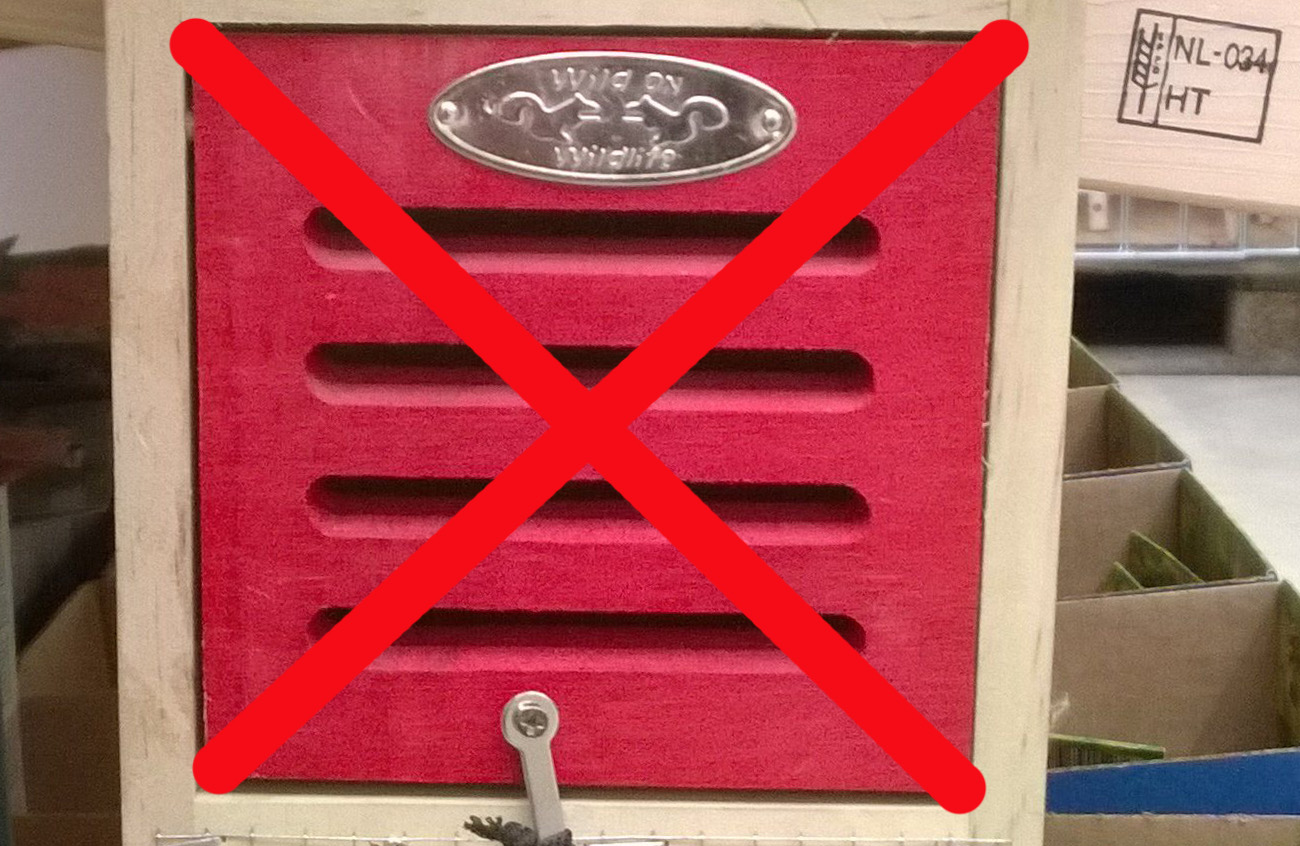
Im Handel angebotene unbrauchbare Kästen

In den 1980er Jahren erforschte Çetin Şengonca von der Universität Bonn die Florfliegen, im Besonderen die Chrysoperla-Arten. Die Florfliegen, oder besser ihre Larven, gelten als biologischer Helfer in der Landwirtschaft, da sie während der zweiwöchigen Larvenzeit zwischen 200 und 500 Blattläuse sowie andere weichhäutige kleine Insekten vertilgen. Als geschlechtsreife Fliegen überwintern sie in Garagen, Scheunen, Schuppen oder anderen zugänglichen Gebäuden.
Im Rahmen dieser Forschung gab es Versuche über das Überwinterungsverhalten der Florfliegen. Es stellte sich heraus, dass rote oder braune Florfliegenhäuschen am häufigsten angenommen wurden. Es zeigte sich im Feldversuch, dass angebotene Überwinterungsquartiere mit einer Seitenlänge von 30 cm angenommen wurden. Verschiedene Fachleute bezweifeln, dass kleine Nistmöglichkeiten für Florfliegen überhaupt Sinn haben. Auch seien die im Handel angebotenen Nisthilfen im Wirkungsgrad sicherlich niedrig einzuschätzen. Sie unterscheiden sich massiv von den für den Obst- oder Hopfenanbau sowie für Sonderkulturen angebotenen Überwinterungshilfen für Florfliegen, wie sie von Sengonca in seinen Studien entwickelt wurden. Während die Kästen aus dem Handel nur ein paar Öffnungsschlitze haben, bestehen die professionellen Kästen aus Lamellen an der Seite und dem Boden. Sie sind mit Holzwolle oder Weizenstroh gefüllt, rundum rot angestrichen und haben eine Größe von mindestens 30 cm × 30 cm × 30 cm.
Durch die breiten Spalten zwischen den Lamellen kann die Florfliege, die kein besonders guter Flieger ist, ungehindert in den Innenraum einfliegen. Ebenfalls aufgrund der Flugeigenschaften sollte der Florfliegenkasten immer entgegengesetzt zur vorherrschenden Windrichtung aufgestellt werden. An den meisten Standorten ist also die Nordostausrichtung zu wählen.
An der Bayerischen Landesanstalt für Landwirtschaft wurde unter Federführung des Biologen Florian Weihrauch von 2002 bis 2005 eine wissenschaftliche Studie erstellt, die die Überwinterung von Florfliegen in künstlichen Überwinterungshilfen im Hopfenanbaugebiet Hallertau zum Thema hatte.
Mit über 2400 Quadratkilometern ist die Hallertau das größte zusammenhängende Hopfenanbaugebiet der Welt. Diese sehr große Monokultur, in der nahezu ein Drittel der Weltproduktion an Hopfen wächst, ist besonders anfällig für Schädlinge wie die Hopfenblattlaus, Spinnmilben und andere Fraßfeinde. In der Studie wurden 85 Insektenarten als natürliche Schädlingsbekämpfer ausgemacht, darunter 25 Arten der Netzflügler (Neuroptera), aufgeteilt in 10 Arten der Taghaften (Hemerobiidae oder auch Braune Florfliege) sowie 15 Arten von Florfliegen (Chrysopidae). Bei Verzicht auf Insektizide können diese Insekten einen großen Bestand aufbauen. Ohne künstliche Nisthilfe für die fertig entwickelten Florfliegen in der Hopfenmonokultur ist nach der Ernte der über 7 m hohen Hopfenstauden keine oder kaum natürliche Überwinterungsmöglichkeit gegeben und somit die Sterblichkeitsrate der Insektenbestände hoch. Im praktischen Teil der Studie wurden 39 Nistkästen aufgestellt und bei den Zählungen zwischen 238 und 336 Florfliegen gezählt. Bei weiteren Kontrollen wurde eine Sterblichkeitsrate von lediglich 0,9 % festgestellt.
Im Garten ist Monokultur nicht gegeben, daher sollte das Augenmerk auf ein gutes Nahrungsangebot gerichtet werden, erst danach auf Überwinterungsmöglichkeit. Zu beachten ist, dass sich erst durch eine große Anzahl von Blattläusen auch die Anzahl der Florfliegen erhöht, allerdings zeitlich versetzt. Denn erst wenn das Florfliegenweibchen, dessen Nahrung Pollen und Nektar (bis auf die Gattung Chrysopa, die auch Blattläuse frisst) sind, ihre Larven in schon lausbefallene Pflanzen setzt, kommt die natürliche Schädlingsbekämpfung in Gang. Laut Florian Weihrauch sind alle im Handel vertriebenen Nistkästen in puncto Florfliegennistmöglichkeit nicht zu empfehlen, da sich in diese kleinen Fächer keine Florfliege verirren werde. Er sieht diese Kästen mehr als „finanzielles Ausnutzen gutmütiger Naturschützer, denn einem tatsächlich sinnvollen Naturschutz zuzuordnen.“